# Seret
Seret är en 242 kilometer lång flod vänsterbiflod till Dnestr som rinner genom Ukraina.